# Alekseï Smirnov (homme politique)
Alekseï Borissovitch Smirnov (en russe : Алексей Борисович Смирнов), né le 27 mai 1973, est un homme politique russe. Il est le gouverneur par intérim de l'oblast de Koursk (ru) entre mai et décembre 2024.

## Biographie
Le 3 novembre 2018, Alekseï Smirnov est nommé vice-gouverneur de l'oblast de Koursk. En mars 2021, il est nommé premier vice-gouverneur de l'oblast de Koursk.
De 2022 à 2024, Alekseï Smirnov a également occupé le poste de président du gouvernement de l'oblast de Koursk. 
Le 12 mai 2024, par décret de Vladimir Poutine, il est nommé gouverneur par intérim de l'oblast de Koursk. Son prédécesseur, Roman Starovoït , a pris le poste de ministre des Transports.
Soupçonné d'avoir détourné de l'argent destiné à des fortifications de défense sur la frontière, Alekseï Smirnov est poursuivi pour fraudes et emprisonné.